# NGC 312
NGC 312 is een elliptisch sterrenstelsel in het sterrenbeeld Phoenix. NGC 312 staat op ongeveer 339 miljoen lichtjaar van de Aarde.
NGC 312 werd op 5 september 1836 ontdekt door de Britse astronoom John Herschel.

## Synoniemen
- PGC 3343
- ESO 151-6
- AM 0054-530